# Île du Petit-Thouars
L'Île du Petit-Thouars est une île située sur la Vienne appartenant à Saint-Germain-sur-Vienne.

## Description
Elle s'étend sur plus de 2 km de longueur pour une largeur d'environ 200 m. 